# Точка Шиффлера
Точка Шиффлера — замечательная точка треугольника, являющаяся пересечением прямых Эйлера четырёх треугольников {\displaystyle \triangle ABC}, {\displaystyle \triangle ABI}, {\displaystyle \triangle AIC}, {\displaystyle \triangle IBC}, где {\displaystyle I} — инцентр {\displaystyle \triangle ABC}. Теорема Шиффлера утверждает, что эти четыре линии действительно пересекаются в одной точке.
Трилинейные координаты точки Шиффлера имеют вид:
{\displaystyle \left[{\frac {1}{\cos B+\cos C}},{\frac {1}{\cos C+\cos A}},{\frac {1}{\cos A+\cos B}}\right]}
или в эквивалентной записи через стороны:
{\displaystyle \left[{\frac {b+c-a}{b+c}},{\frac {c+a-b}{c+a}},{\frac {a+b-c}{a+b}}\right]}
где через {\displaystyle a}, {\displaystyle b} и {\displaystyle c} обозначены длины сторон треугольника {\displaystyle \triangle ABC}.
Обнаружена немецким геометром-любителем Куртом Шиффлером в 1985 году. В «Энциклопедии центров треугольника» Кимберлинга идентифицируется как точка (центр) {\displaystyle X(21)}.